# Until Dawn
Until Dawn (Fins a l'albada) és un videojoc del gènere survival horror tipus pel·lícula de drama interactiu, desenvolupat per Supermassive Games i publicat per Sony Computer Entertainment, per PlayStation 4. Va ser originalment programat per ser llançat per a la consola PlayStation 3, però a l'agost de 2014 el joc va ser reintroduït com a exclusiu per a la PlayStation 4. Va ser llançat el 25 d'agost a l'Amèrica del Nord i el 26 d'agost de 2015 a la resta del món.
Until Dawn va generar una resposta crítica positiva després del seu llançament, amb la lloança dirigida als nivells gràfics visuals, a l'elecció mecànica del joc, als seus elements de terror, la música, l'actuació, veus i disseny de joc. La major part de les crítiques que el joc va atreure va ser referent a la història, sobretot la segona meitat, els angles de càmera, moviments dels personatges i la trama parcialment lineal.

## Jugabilitat
Until Dawn està dissenyat per ser jugat diverses vegades, ja que els jugadors no poden veure tots els continguts amb una sola passada. El joc té una durada aproximada de 9 hores. El joc utilitza un sistema de jugabilitat anomenat Efecte Papallona mitjançant el qual qualsevol elecció per part del jugador pot tenir conseqüències imprevistes en el futur. Pel que sembla compta amb centenars de terminacions i milers de branques. El sistema d'Efecte Papallona desdibuixa la línia entre el bé i les decisions equivocades i és possible que els jugadors puguin mantenir els vuit personatges amb vida, com també d'acabar amb els vuit protagonistes morts, la qual cosa dona lloc a diferents camins i escenaris, a més d'oferir diversos finals diferents.
Hi ha un sistema en el joc que va a portar un registre de totes les pistes i secrets que els jugadors han descobert al llarg de la història, fins i tot si el jugador juga diverses vegades i pren decisions diferents, llavors les pistes recollides li permetran al jugador reconstruir els misteris de Blackwood (Lloc on es duu a terme la història).Until Dawn és Telltale amb un nombre il·limitat de temps, fons i jumpscares 
El jugador podrà utilitzar vuit protagonistes durant la història, nou si es considera el personatge de Beth en la introducció. Cada personatge compta amb els seus propis trets i característiques de personalitat, a més de que cadascun tindrà un mesurador de les relacions que té amb els altres protagonistes del joc i que aniran canviant conforme a les decisions que prengui el jugador.

## Argument
Quan vuit amics queden atrapats en una estada de muntanya remota que surt malament, les coses ràpidament es tornen sinistres i comencen a sospitar que no estan sols. Cada elecció que el jugador fa en jugar amb cadascun dels vuit amics – fins i tot els aparentment trivials – forjarà una història única. Les accions del jugador per si soles determinen qui sobreviu fins a l'alba.
El 2 de febrer de 2014, deu amics, Sam (Hayden Panettiere), Josh (Rami Malek) les seves germanes bessones, Hannah i Beth (Ella Lentini), Ashley (Galadriel Stineman), Chris (Noah Fleiss), Mike (Brett Dalton), Jessica (Meaghan Martin), Emily (Nichole Bloom) i Matt (Jordan Fisher) són reunits a la casa de camp de Blackwood Pines a la Muntanya Washington per a la seva escapada anual d'hivern. Durant les celebracions, alguns dels amics (menys Sam, Josh, Chris i Beth) decideixen gastar una broma a Hannah, qui està romànticament interessada en Mike. Humiliada, Hannah surt corrent de la cabanya, i s'endinsa en el bosc nevat. Beth, la seva germana, surt a la recerca d'ella mentre la resta es queda en la cabanya. Beth localitza a Hannah plorant en un petit clar i la consola. De sobte, elles senten un soroll violent i corren d'un acosador invisible. Quan són acorralades en la vora d'un penya-segat, Hannah es rellisca i cau, subjectant-se de Beth. Fins que un estrany apareix en el penya-segat i li ofereix la seva mà a Beth, aquí ella té l'opció d'o bé deixar caure a Hannah, o deixar-se anar del penya-segat, donant conseqüència al fet que tant Hannah com Beth caiguin a les seves morts aparents, per mai ser vistes una altra vegada.
En el primer aniversari de la desaparició de Hannah i Beth Washington, els set amics restants accepten la invitació de Josh de tornada a Blackwood Pines i fan el seu camí al lloc. A mesura que el grup es reuneix en la cabanya les coses entre ells han canviat, les relacions entre alguns han empitjorat, per la qual cosa els personatges se separen a participar de les seves festes, la seva escapada aparentment idíl·lica ràpidament comença a donar un gir sinistre en més d'un sentit. Mike i Jessica es dirigeixen a una cabanya de convidats per passar un temps tot sol, però Jessica és segrestada per una criatura desconeguda. Mike els persegueix en un intent de salvar-la. Depenent de les seves decisions durant la persecució, ell o bé la troba morta o inconscient just abans que ella desaparegui quan l'elevador en el qual ella es troba cau per un buit. Mike llavors segueix a un estrany, que es troba prop d'allí, sospitant que el va segrestar a Jessica, fins a un hospital psiquiàtric abandonat, el qual explora i en el qual descobreix informació sobre un accident miner en 1952, que va donar lloc al fet que uns miners quedessin atrapats després d'una ensulsiada; un va ser capturat i torturat per doctors en el sanatori, mentre que un reporter va tractar d'esbrinar més sobre l'encobriment que va seguir.
Ashley, Chris i Josh usen un tauler de Oüija per comunicar-se amb esperits i rebre comunicació de ben Beth o Hannah. Chris és qui decideix que Ashley sigui la que parli amb l'esperit que invoquen. Josh, convençut que Ashley i Chris estan jugant amb ell, es va. Chris i Ashley investiguen la pista que l'esperit va comunicar, però són noqueados per un psicópata emmascarat, i Ashley és segrestada. Chris la rastreja i troba a Ashley i a Josh en l'extrem mortal d'un parany de Jigsaw, i ha de triar entre salvar a un d'ells. Independentment de qui Chris tria, la serra es dirigeix i mata a Josh al triturar el seu cos per la meitat. Després d'assabentar-se del psicópata a través de Chris, Matt i Emily localitzen una torre de radi i criden als guardabosques de la muntanya a la recerca d'ajuda, els qui els informen que l'ajuda no arribarà fins al clarejar al més aviat possible, ja que estan mitjà d'una tempesta. Una criatura desconeguda llavors provoca que la torre s'esfondri en tallar un dels seus cables. En el caos que segueix, Emily i Matt són separats quan Emily cau a les mines. Matt pot ser atacat per una criatura desconeguda, però escapa si utilitza una pistola de bengales que Emily va poder haver-li donat a la torre. Mentrestant, Sam, qui ha estat prenent-se un bany, és aguaitada pel psicópata, perseguida per tota la cabanya, i possiblement capturada o amb sort escapar.
Ashley i Chris busquen a Sam en el soterrani i presencien múltiples esdeveniments sobrenaturals. Ells podrien trobar a una inconscient Sam o un ninot usant la seva roba abans que el psicópata els noquee als dos. Tots dos es desperten lligats a unes cadires mentre una serra lentament descendeix del sostre i Chris és forçat a disparar-se amb una arma o disparar-li a Ashley, amb tal que un d'ells viva. Mike eventualment troba a Sam i l'allibera; els dos troben a Chris i a Ashley vius des que l'arma estava plena de salves. El psicópata apareix i es revela com un mentalment inestable Josh, qui els havia estat jugant una bruta broma tot el temps. El també revela que tots els esdeveniments sobrenaturals els havia fingit, juntament amb la seva pròpia mort. No obstant això, nega haver atacat a Jessica. Mike el noquea i al costat de Chris ho deixen lligat en el mateix lloc on va fingir la seva mort. Mentrestant, en les mines abandonades, Emily troba el cap de Beth i alguns objectes personals de Hannah, descobrint així que aquesta havia sobreviscut a la caiguda i va enterrar a la seva germana.Ella es troba amb un home desconegut que la rescata de criatures que comencen a atacar-los, depenent de les accions del jugador, Emily pot escapar o morir a les mans d'una de les criatures o caure en una trituradora. Durant la seva fuita ella podria ser mossegada per una de les criatures. Sam, Mike, Chris, i Ashley es reuneixen amb Emily si aquesta sobreviu de la fuita de les mines.
Poc després el desconegut es presenta en la cabanya davant el grup. Els explica que les muntanyes estan infestades per Wendigos, antics humans posseïts per esperits després de consumir carn humana, i que solament podran estar fora de perill fins a l'alba, quan els Wendigos deixin de caçar. Chris i el desconegut decideixen rescatar a Josh, ja que Mike (que era el responsable de vigilar-ho) l'havia deixat solament en escoltar crits. Chris i el desconegut no ho troben, en el seu camí de tornada l'estrany és decapitat per un dels Wendigos. Chris fuig de retorn a la cabanya i el pot arribar fora de perill, o ser assassinat per un dels Wendigos, o ser abandonat a la seva sort per una ressentida Ashley si aquest intent sacrificar-la anteriorment. Sam, Mike, Ashley, i els altres supervivents deixen la cabanya per seguretat. Sí Emily va ser mossegada, els altres el descobreixen, causant que Mike consideri disparar-li sota la sospita que una mossegada la transformi en un Wendigo. Ja sigui que li dispari a Emily o la perdoni, Mike decideix trobar a Josh per recuperar les claus del telefèric i així escapar. Després d'això, Ashley llegeix notes de l'estrany que revelen que la mossegada d'un Wendigo no és infecciosa, i que solament consumir la carn humana provoca la possessió d'un esperit Wendigo. Això molesta a Emily, que bufeteja a Ashley per insistir-li a Mike a disparar-li.
En el manicomio, Mike troba a dotzenes de Wendigos; el que ho força a destruir el lloc amb tal de sobreviure. Mentrestant, Sam descobreix més informació sobre els Wendigos i ho segueix juntament amb els altres supervivents. Mentre travessen els túnels, Ashley o Chris podran escoltar la veu de Jessica demanant ajuda i tenen l'opció de buscar-la o reagrupar-se amb els altres. Sí intenten buscar-la, podran ser assassinats per un Wendigo que imita la veu de Jessica. Chris, Ashley, i Emily, sí estan vius, són forçats a tornar a la cabanya per una roca que solament Sam pot travessar. Sam contínua i troba a Mike, possiblement salvant-ho d'un Wendigo depenent de les seves accions en el manicomio. Mentre exploren les mines, poden trobar la tomba de Beth i el diari de Hannah, revelant que Hannah es va veure forçada a menjar-se el cos de Beth quan ningú va venir a rescatar-la, i com a conseqüència es va transformar en un Wendigo. Mentre buscaven a Josh, entressin a un passadís de les mines. Segons els personatges que han mort trobessin els cadàvers d'ells penjats amb ganxos en el sostre. Estranyament, no els veuran.Solament veuran el cos del desconegut. Ells troben a Josh en les mines sofrint d'extremes al·lucinacions. Mike ajuda a Sam a aconseguir la superfície, però la Wendigo Hannah pot segrestar a Josh (Si el grup descobreix el que li va passar a Hannah i est la reconeix) o matar-ho, deixant a Mike sense poder fer res sobre aquest tema. Sam, Mike, i qui vulgui que segueixi viu entre Chris, Ashley, i Emily escapen dels Wendigos en la cabanya solament per trobar a Hannah i molts altres Wendigos dins. Els monstres barallen entre ells, danyant la cabanya en el procés i deixant un tub de gas solt. El grup llavors les hi arregla per incendiar la cabanya ja sigui per mitjà d'una bombeta trencada o l'encenedor de Mike, matant a tots els Wendigos dins mentre clareja i els supervivents són rescatats per un helicòpter. Depenent de les accions del jugador no tots els personatges podran escapar de la cabanya abans de l'explosió. Mentre que, sí Matt i/o Jessica han sobreviscut fins a aquest punt, ells es reagrupen i intenten escapar dels Wendigos en les mines.
Durant els crèdits, la mort de Beth i de qualsevol personatge que no hagi sobreviscut la nit són reproduïdes, i els supervivents expliquen la seva versió de la història en la comissaria. Sam o un altre personatge els diu als policies que baixin a les mines per observar el que hi ha. Sí Josh no va ser assassinat per Hannah, en una escena post-crèdits, els policies que van seguir les instruccions de qualsevol dels supervivents, descobreixen que s'ha alimentat del cadàver del desconegut i, per tant, s'ha transformat en un Wendigo i els ataca. Sí ningú sobreviu amb excepció de Josh, l'escena es desbloquegés igual amb la diferència que Josh no és descobert per ningú i contínua alimentant-se del desconegut.

## Repartiment
- Hayden Panettiere com Samantha "Sam": És sincera i amable. Se li descriu com a diligent, considerada i aventurera. Estima la naturalesa, els animals i els reptes, d'altra banda no suporta la violència i el drama. També és molt afectuosa amb tots (especialment amb Josh, que possiblement es trobava enamorada d'ell) i càlida. El seu somni és ser conservacionista. Era molt propera a les bessones Hannah i Beth, sobretot a Hannah sent la seva millor amiga en el principi.
- Peter Stormare com Alan J. Hill: Durant el joc se li veu en una secció que pot ser reconeguda com "el despatx del Psicoanalista", on el jugador semblés que experimenta d'una sessió, aquí semblés que el psicòleg pretén interactuar directament amb el jugador i on aquest últim haurà d'anar lliurant diferents respostes a les interrogants que ell ens planteja. Algunes teorias afirmen que el Dr. Hill és o va ser el psicòleg de Josh.
- Rami Malek com Joshua "Josh" Washington: És un noi amb sentit de l'humor i fantasioso. És el millor amic de Chris. Se li descriu com a reflexiu, amorós i complex. La pèrdua de les seves germanes (Hannah i Beth) ha estat un cop molt dur, té problemes psicològics greus els quals van anar augmentant després de la desaparició de les seves germanes. Somia amb ser un famós director de cinema igual que el seu pare. És el millor amic de Sam i es troba enamorat d'ella.
- Brett Dalton com Michael "Mike" Munroe: És el noi maco del grup. Se li descriu com a intel·ligent, decidit i persuasiu. És reconegut per tenir el do d'enamorar a les dones malgrat que odia les relacions serioses. Somia amb arribar a ser president i estima l'acció. Va tenir una relació amb Emily amb qui segueix sent molt proper, actualment és parella de Jessica i encara que la seva relació sembla mes un joc es preocupa molt per ella. Al llarg del joc es pot veure que és molt poregós.
- Ella Lentini com Hannah i Beth Washington: Hannah i Beth són les germanes bessones de Josh, Beth és amant dels animals i odia les baralles especialment si són amb la seva germana Hannah, Hannah és la típica noia tímida i nerd. Hannah estava enamorada de Mike, però quan Mike li suc una broma del mal gust el seu interès s'acabo.
- Galadriel Stineman com Ashley "Ash": És una noia estudiosa i somiadora. Se li descriu com a acadèmica, inquisitiva i franca, en tenir una idea sobre una situació és molt difícil treure-la-hi de la ment, prefereix quedar-se llegint que sortir de festes i el seu somni és ser escriptora. Sent simpatia amb la resta especialment amb Chris de qui està enamorada però no s'anima a dir-li-ho.
- Jordan Fisher com Matthew "Matt": És el noi tranquil del grup i de bon cor. L'hi descriu com motivat, ambiciós i atlètic. Jugava al futbol americà a l'escola. El seu somni és guanyar-se una beca esportiva i entrar a la Universitat. És molt fidel a Emily, el seu actual parella, encara que ella ho maneja en tot.
- Meaghan Martin com Jessica "Jess": Se li descriu com a segura, irreverent i confiada. Es mostra com una noia entremaliada però de sentiments veritables i caràcter explosiu, sent un dels ingredients principals de la festa. Intenta ocultar la seva inseguretat i per això es demostra com una noia coqueta. El seu somni és ser model i és l'actual parella de Mike.
- Noah Fleiss com Christopher "Chris": És un amant de la tecnologia, se li descriu com a curiós, caritatiu i divertit. No s'espanta fàcilment i és el noi amb més sentit de l'humor del grup juntament amb el seu millor amic Josh, s'acte defineix com un nerd. Ashley és la seva millor amiga, encara que també es troba enamorat d'ella i li encantaria tenir una mica més enllà que una simple amistat, però no s'atreveix a confessar-li-ho.
- Nichole Bloom com Emily "Em": Posseeix una personalitat forta, se li descriu com a intel·ligent, enginyosa i persuasiva també és la més conflictiva de les noies. Té una gran capacitat per manipular a les persones i aconseguir el que vulgues. Li encanta la moda i somia amb treballar en això. És l'ex parella de Mike i actual parella de Matt (el qual maneja fàcilment) encara que la hi passen discutint, malgrat processar-li un gran afecte.
- Larry Fessenden com El Desconegut: El desconegut o l'home del llançaflames és qui tracto d'ajudar a les bessones Washington a pujar del precipici. Un any despues, ajuda a Emily a escapar de les mines i ajuda a Chris a matar als "Wendigos" en l'episodi 8. Ell és assassinat per un Wendigo que li talla la seva traquea decapitant-lo i matant-lo al instant.

## Doblatge
| Personatge            | Actor original (EUA) | Actor de veu (Espanya)               |
| --------------------- | -------------------- | ------------------------------------ |
| Sam                   | Hayden Panettiere    | Laura Pastor                         |
| Dr. A. J. Hill        | Peter Stormare       | Vicente Gil                          |
| Josh                  | Rami Malek           | Ricardo Escobar                      |
| Mike                  | Brett Dalton         | Juan Antonio García Sainz de la Maça |
| Hannah                | Ella Lentini         | Ana Esther Alborg                    |
| Beth                  | Ella Lentini         | Ana Esther Alborg                    |
| Ashley                | Galadriel Stineman   | Sara Heras                           |
| Matt                  | Jordan Fisher        | Javier Lorca                         |
| Jessica               | Meaghan Martin       | María Blanco                         |
| Chris                 | Noah Fleiss          | Raúl Lara                            |
| Emily                 | Nichole Bloom        | Blanca Hualde                        |
| Home del llançaflames | Larry Fessenden      | Alfonso Laguna                       |

## Morts
- Beth (Obligatòria): Quan Hannah i Beth estan en el penya-segat, Beth pot deixar anar a Hannah, deixar-se caure o no fer gens, de totes maneres Beth morirà.
- Jessica (Determinant): Si Mike no pren les dreceres, i ensopega mentre persegueix a Jessica, la seva mandíbula se li és arrencada pel Wendigo, i ella serà llançada pel buit de l'ascensor. Si Jessica (o Matt) decideix córrer mentre fugia del Wendigo en les mines, el Wendigo li arrencarà la mandíbula. Si Jessica falla qualsevol dels segments "no et moguis" en les mines, el Wendigo serà alertat de la seva presència i li desprendrà la seva mandíbula. Si Matt abandona a Jessica en lloc d'amagar-se amb ella, el Wendigo la prendrà i li arrencarà la mandíbula. Si ella i Matt s'amaguen amb èxit però Matt segueix sense prendre a Jessica quan ella cau en les mines, el Wendigo els trobarà, copejarà a Matt, i matarà a Jessica arrancandole la mandíbula.
- Matt (Determinant): Si el jugador decideix matar el cérvol enfuriat amb el destral, Matt retrocedeix cap a un penya-segat i depenent de l'elecció del jugador, si falla els QTE's, Matt cau a la seva mort copejant-se la templa a gran velocitat amb una roca. Si el jugador tria salvar a Emily la segona vegada en l'escena de la torre i matt disparo la pistola de bengales, no la utilitza contra el Wendigo, serà empalat amb força en un ganxo a través de la seva mandíbula, ofegant-se de manera realment dolorosa amb la seva pròpia sang fins a la seva mort. Si està solament en les mines el jugador tria ocultar-se en comptes de córrer, i es mou durant la seqüència de "no et moguis", el Wendigo el trobarà i aixafarà la seva cara amb un cop de puny amb totes les seves forces. Si està amb Jessica, el jugador opta per ocultar en comptes de córrer, i no aconsegueix atrapar a Jessica de caure al sòl, el Wendigo els trobarà a tots dos i aixafarà la cara de Matt.
- Emily (Determinant): Els ulls d'Emily poden ser perforats per un Wendigo mentre es troba a l'ascensor de les mines i també si el jugador no fa correctament els QTE's mentre escapa del. Emily pot caure sobre una trituradora mentre escapava d'un Wendigo, fent que les seves cames i part inferior de l'abdomen siguin aixafades. A Emily li pot disparar Mike enfront dels seus ulls, qui tem que la seva mossegada podria convertir-la en un Wendigo. Si Mike no li va disparar, Ashley no va dir la veritat i Mike és lesionat, corre risc que el Wendigo li perfori els ulls, si Sam pressiona l'interruptor abans que aconsegueixi escapar del refugi, serà incinerada juntament amb qualsevol que no hagi escapat.
- El Desconegut (Obligatòria): Poc després de sortir de la casa amb Chris, són atacats per un Wendigo. Tractant de defensar-ho, dispara el seu bufador, que esquiva al Wendigo. És llavors quan torna cap a ell i ho decapita matant-ho instantàniament. Depenent del que Chris fa, el seu cos pot ser cremat pel seu llançaflames si Chris va disparar per matar el Wendigo.
- Chris (Determinant): Si el jugador no aconsegueix disparar als Wendigos en un temps ràpid, Chris pot ser decapitat per un d'ells en tres ocasions diferents. Si el jugador va triar disparar a Ashley, ella no obrirà la porta quan Chris està atrapat fora i el Wendigo ho decapitarà. SChrisedecideía seguir la veu en els túnels i s'obre la porta del parany, serà decapitat per un Wendigo. Si Ashley va obrir la porta del parany i va ser assassinada i si Chris va a investigar, es trobarà amb el seu capell en el sòl. Es pot obrir la porta del parany de nou o tractar de sortir, prengui la decisió que sigui ell serà decapitat per un Wendigo. Si Chris decideix unir-se al grup, també serà decapitat.Si decideixes amb Ashley deixar a Chris descansar, després, faci el que faci, serà atacat pel Wendigo.
- Llop (Determinant). El llop és el que segueix a Mike quan va al manicomi. Quan Mike aquesta escapant del wendigo, en el manicomi, si decideix fugir i no bloquejar la porta el wendigo empenyara al llop i el matarà, ja que es dona a entendre que el wendigo el mata perquè el cos del llop es veu tirat en el pis, si el jugador decideix bloquejar la porta es dona a entendre que el llop a cercat una altra sortida del manicomi, ja que Mike diu "Ens veiem en l'altre costat"
- Ashley (Determinant): Ella pot ser decapitada per un Wendigo si decideix investigar la veu en la cova i obrir una trapa en les mines. Si Mike no tret a Emily, Ashley va dir la veritat i Mike és lesionat, corre el risc que el Wendigo li perfori els ulls. Si Sam encén l'interruptor i Ashley no aconsegueixo escapar, serà incinerada durant l'explosió.
- Josh (Determinant): Quan Josh és rescatat i segueix a Mike a través de l'aigua, si Sam no va descobrir la veritat del que va passar amb Hannah i Beth el seu cap va a ser aixafada pel Wendigo fins a la seva mort, després el Wendigo l'hi portarà.
- Sam (Determinant): Si el jugador no es manté immòbil durant les seqüències de no et moguis següents a la primera en l'últim capítol a la casa o no tria que acció realitzar quan té l'oportunitat durant l'intent d'escapar de la casa dels Washington, Sam serà perforada en l'abdomen pel braç del Wendigo.
- Mike (Determinant): Si Sam decideix no ajudar a Mike i córrer cap a l'interruptor de la llum abans que s'escapi de la casa de camp, serà incinerat en l'explosió, si ha fallat el primer no et moguis de la casa, serà lesionat pel Wendigo, si això ha ocorregut i Sam mor, llavors Mike encendrà l'encenedor, suicidandose juntament amb els wendigos. Si Sam no passa el primer "no et moguis" a la casa, després que Mike trenqui la bombeta, serà llançat en un pilar i si Sam sobreviu, es dona a entendre que el pilar ho va matar en el muntatge de la mort, però probablement hauria estat assassinat per l'explosió.
- Hannah (Obligatòria): Ella sobreviu a la caiguda, però al pas de sis setmanes i morint-se de gana decideix menjar-se el cadàver de la seva germana cometent així canibalisme i transformant-se en un Wendigo, al final Sam o Mike la fan cremar en flames, causant una explosió a la casa i matant a Hannah.

## Crítiques
Until Dawn va rebre crítiques positives per part dels experts. Va rebre una puntuació de 80,26% en el GameRankings Basat en 54 comentaris i 80/100 en Metacritic basat en 84 opinions.
Lucy O'Brien de IGN va donar una opinió positiva en general del joc, donant-li un 7,5 sobre 10. Va elogiar els ambients de "terror", el to i les opcions que té el jugador per fer. No obstant això li disgusten certs personatges, especialment el 'doctor Hill', i la segona meitat del joc, sobretot en l'enfocament pren la història, que va qualificar de "ximpleria" i "descarrilat". Afirma que el joc era defectuós però agradable, i ella va pensar que la història del joc ha arrossegat la qualitat d'est.
En canvi als fans, els agrado molt la trama i el "ambient" del joc. Típic d'una pel·lícula de terror. La por, la foscor i el gore en el joc ho fan un gameplay original i tenebrós.
Al Japó el joc va ser censurat en algunes escenes de gore i violència explicita.
El joc tindrà una segona part, o més aviat aquest "DLC", que es dirà; "Until Dawn: Rush of blood".
Cançó de presentació: O Death

## Vendes
Al Japó Until Dawn va ser el sisè joc més venut de la setmana, venent 17.472 còpies. L'alliberament de Until Dawn, així com Dragon´s Dogma van proporcionar un lleuger augment en les vendes de la PlayStation 4.
En el Regne Unit Until Dawn va ser el segon joc més venut en la setmana del 29 d'agost de 2015, debutant en el lloc número 2 en la llista de vendes del Regne Unit, només per darrere de Gears of War